# Risotto
Risotto là một món cơm Ý nấu với nước dùng chứa nhiều kem. Nước dùng có thể làm từ thịt, cá hoặc rau củ. Nhiều loại risotto có phô mai Parmesan, bơ và hành tây. Đây là kiểu nấu cơm phổ biến nhất ở Ý.
Risotto thường là món khai vị đầu tiên, nhưng loại risotto alla milanese (phát âm là ɾiˈzɔtːo alːa milaˈneːze), thường được ăn với một món chính tên là ossobuco alla milanese (món xương bê hầm kiểu Milan).

## Các loại gạo
Các loại gạo hạt tròn, ngắn hoặc vừa, có hàm lượng amylose nhưng lại giàu chất bột amylopectin được dùng để làm risotto. Các loại gạo này có thể hấp thụ nước và tách tinh bột ra, nên chúng dẻo hơn cả gạo tẻ.
Loại gạo dùng ở Ý là gạo Arborio, Baldo, Carnaroli, Padano, Roma, và Vialone Nano. Carnaroli và Vialone Nano là loại gạo tốt và đắt nhất. Chúng có chút ít khác biệt. Gạo Carnaroli khó bị nhão hơn, nhưng gạo Vialone Nano hạt lại nhỏ hơn, nấu nhanh hơn và ngấm gia vị tốt hơn. Các loại gạo khác như Roma, Baldo, Ribe và Originario cũng có thể dùng, nhưng không tạo ra được sự dẻo mịn như kem theo kiểu truyền thống; chúng tốt hơn nên được dùng cho các món súp và các loại xôi chè. Các từ "superfino", "semifino" và "fino" là muốn nói đến kích cỡ và hình dạng của hạt gạo (chiều dài, chiều rộng) chứ không phải chất lượng gạo.

## Cách nấu cơ bản
Có nhiều công thức nấu risotto với nhiều nguyên liệu khác nhau, nhưng chúng đều được nấu từ gạo với từng bước làm riêng.

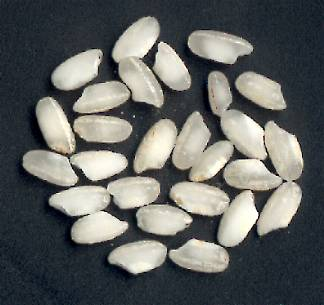
Hạt gạo Arborio đã nở

Gạo đầu tiên được nấu với một loại hỗn hợp rau củ kiểu Ý (tiếng Ý: soffritto) gồm có hành tây hoặc tỏi, bơ hoặc dầu ô liu để bao hạt gạo trong một màng chất béo, gọi là tostatura; rượu vang trắng hoặc đỏ được thêm vào để hạt gạo ngấm. Khi rượu bốc hơi, lửa sẽ được vặn lớn lên mức vừa và cao, rồi nước dùng rất nóng sẽ được đổ từ từ vào; cùng lúc đó, hỗn hợp sẽ được khuấy nhẹ và liên tục: khuấy sẽ làm cho tinh bột ở vỏ hạt gạo tách ra và hòa vào nước, tạo nên một hỗn hợp mịn như kem. Tại thời điểm này, giảm lửa xuống để cho vào bơ lạnh xắt miếng vuông nhỏ, phô mai Parmigiano-Reggiano bào nhuyễn, cùng lúc cần khuấy mạnh để khiến cho hỗn hợp được mịn. Có thể tắt lửa và để món này tự chín với hơi nóng còn lại trong nồi. Món risotto hải sản thường không bỏ phô mai vào.
Một dĩa risotto đạt chuẩn phải mịn, các nguyên liệu chín và không bị cứng, các hạt gạo tách rời. Theo kiểu truyền thống, món này sẽ hơi lỏng, gọi là all'onda (nghĩa đen là "gợn sóng"). Món này được ăn trong đĩa trẹt, nên nấu mềm cho đến lúc có thể dễ dàng trải rộng món ăn trên đĩa nhưng cũng không nên có quá nhiều nước dính quanh thành đĩa. Món này phải được ăn ngay khi còn nóng, nếu không thì hơi nóng sẽ khiến cho nó trở nên khô và các hạt gạo quá mềm.

## Các biến thể

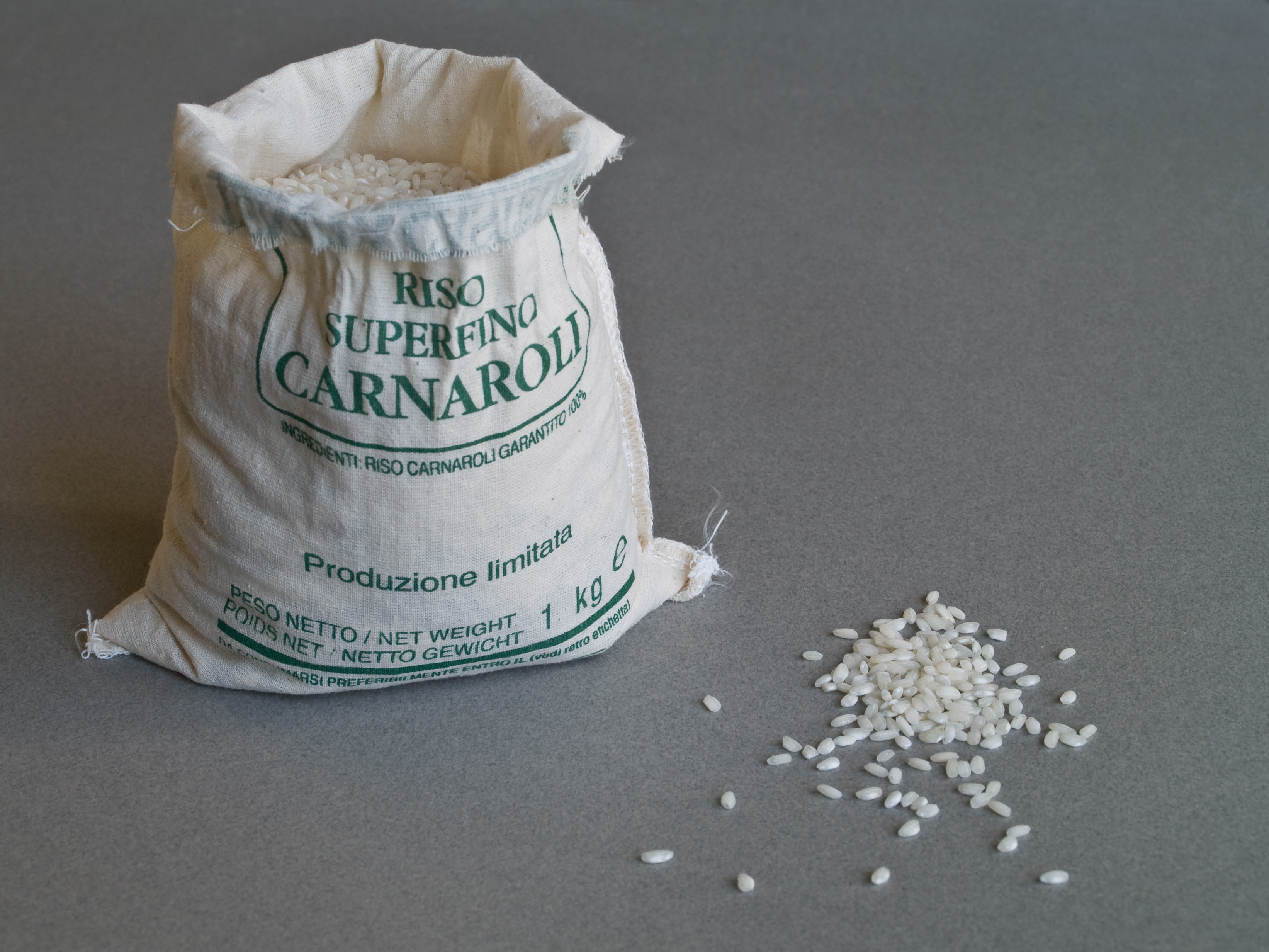
Gạo Carnaroli

Risotto có thể dùng nhiều loại rau củ, thịt cá, hải sản và đậu, cũng như nhiều loại rượu vang và phô mai. Ngoài ra, có cả món risotto dâu tây của Ý nữa.
Bao gồm:
- Risotto alla milanese. Nấu với nước hầm xương bò, tủy bò, mỡ lợn (thay vì dùng bơ) và phô mai, thêm hương vị và màu sắc với chút ít nghệ tây.
- Risotto al Barolo của Piedmont được làm từ vang đỏ và có thể có xúc xích thịt và đậu Borlotti.
- Risotto đen hay còn gọi là Risotto al nero di seppia làm từ mực ống còn nguyên ống mực, đây là một đặc sản của vùng Veneto region.
- Risi e Bisi[2], nghĩa là món "gạo đậu", đây là món ăn mùa xuân của vùng Veneto, thường được ăn với muỗng chứ không phải nĩa; đúng ra đây là một loại súp nhưng nó rất đặc giống như món risotto. Món này được nấu từ đậu Hà Lan tươi non với thịt xông khói kiểu Ý (Pancetta).

Bên ngoài nước Ý, món này được nấu tương tự với cách thức truyền thống nhưng với các loại hạt và ngũ cốc khác nhau như: risotto lúa mì spelt (gọi là farro risotto), risotto đại mạch.